# La Patagonia rebelde
La Patagonia rebelde és una pel·lícula argentina dramàtica-històrica de acció de 1974 dirigida per Héctor Olivera. Protagonitzada per Héctor Alterio, Federico Luppi, Pepe Soriano i Luis Brandoni. Coprotagonitzada per Pedro Aleandro, José María Gutiérrez, Alfredo Iglesias, Carlos Muñoz, Eduardo Muñoz, Héctor Pellegrini, Jorge Rivera López i Jorge Villalba. També, va comptar amb l'actuació especial de Osvaldo Terranova. Va ser escrita per Olivera, Fernando Ayala i Osvaldo Bayer, basada en el llibre de Bayer Los vengadores de la Patagonia trágica, que relata els fets de la denominada Patagònia rebel de 1921.
El procés d'aprovació de la pel·lícula es va demorar alguns mesos, i la qualificació sobre l'edat mínima per a veure-la -requisit necessari per la seva exhibició- va ser signada pel president Juan Domingo Perón el 13 de juny de 1974. Després de la mort del president va ser prohibida el 12 d'octubre pel govern de Isabel Perón. Poc després i a causa de la situació política del país la majoria de l'elenc i realitzadors degueren marxar a l'exili. Després del Cop d'estat en 1976, el governador peronista de Santa Cruz, Jorge Cepernic, va ser empresonat sis anys per la última dictadura cívico-militar de l'Argentina (1976-1983), com un càstig imposat del règim cap a Cepernic per haver permès la filmació de la pel·lícula en aquesta província.
A Argentina La Patagonia rebelde va poder tornar a ser exhibida a partir de 1984, un any després de la recuperació de la democràcia. La pel·lícula va guanyar el Ós de Plata al Festival Internacional de Cinema de Berlín de 1974.

## Context històric
La pel·lícula recrea l'afusellament dels obrers del camp patagó en 1921-22 a mans de l'Exèrcit Argentí enviat pel llavors president constitucional Hipólito Yrigoyen.

## Sinopsi
La història s'obre a Buenos Aires, al gener de 1923 i durant la presidència de Marcelo T. de Alvear, amb l'assassinat del Comandant Zavala a les mans de un home de nom desconegut. A partir de llavors es produeix un racconto de l'esdevingut abans del succés, mitjançant el qual es desenvolupa la història, compresa en un període estimat entre 1920 i 1923.
Davant la injusta situació econòmica regnant, les societats obreres de Puerto Santa Cruz i Río Gallegos, afiliades a l'anomenada FORA comunista, la qual és dominada pels anarcosindicalistes (per a distingir-la de la "FORA del 9è Congrés") i els sindicalistes revolucionaris, decideixen impulsar una campanya de sindicalització de peons de la Patagònia argentina, esquiladors i altres assalariats. La resposta dels estanciers i terratinents és extremadament dura, amb acomiadaments, violència i amenaces. La simple elaboració de peticions per part dels peons dona lloc a represàlies. El succeït condueix a la intensificació del conflicte, la qual cosa al seu torn desemboca en la rebel·lió dels treballadors cap als patrons rurals i les institucions.
El govern d'Hipólito Yrigoyen d'antuvi intenta negociar, enviant amb aquesta finalitat al tinent coronel Zavala, qui busca la concòrdia entre les parts. Aquesta és aconseguida per un breu temps, gràcies a la creació d'un nou Estatut del Peó Rural. Però quan el conflicte empitjora després d'una conspiració duta a terme pel govern provincial i l'elit estanciera, el govern nacional és instigat a enviar per segona vegada a Zavala, qui torna a la Patagònia amb una major dotació de militars i un objectiu diferent: aniquilar a sang i foc a la rebel·lió.

## Repartiment
| Actor                                    | Paper                        | Basat en                         |
| ---------------------------------------- | ---------------------------- | -------------------------------- |
| Héctor Alterio (1929-)                   | Tinent Coronel Zavala        | Tte. Cnel. Héctor Benigno Varela |
| Luis Brandoni (1940-)                    | Antonio Soto                 | Antonio Soto                     |
| Federico Luppi (1936-2017)               | José Font, Facón Grande      | José Font                        |
| Pepe Soriano (1929-)                     | Schultz, el Alemán           | Pablo Schulz i Franz Lorenz      |
| Pedro Aleandro (1910-1985)               | Félix Novas                  |                                  |
| Osvaldo Terranova (1924-1984)            | Outerello                    |                                  |
| Franklin Caicedo (1928-2013)             | Farina, el Chileno           |                                  |
| Fernando Iglesias “Tacholas” (1909-1991) | Graña, el Español            |                                  |
| Jorge Villalba (1927-2001)               | Florentino Cuello, el Gaucho |                                  |
| José María Gutiérrez (1921-2003)         | Governador Méndez Garzón     | Edelmiro Correa Falcón           |
| Alfredo Iglesias (1927-2001)             | Ministre Gómez               |                                  |
| Maurice Jouvet (1923-1999)               | Don Federico                 |                                  |
| Claudio Lucero                           | Comissari Micheri            |                                  |
| Carlos Muñoz (1924-1992)                 | Don Bernardo                 |                                  |
| Eduardo Muñoz                            | Carballeira, amo de l'hotel  |                                  |
| Héctor Pellegrini (1931-1999)            | Capità Arzeno                |                                  |
| Jorge Rivera López (1934-)               | Edward Mathews               |                                  |
| Walter Santa Ana (1932-2012)             | Amo de l'hotel               |                                  |
| Emilio Vidal (1918-1994)                 | Cuiner estirat               |                                  |
| Max Berliner (1919-2019)                 | Danielewski                  |                                  |
| Horacio Dener (1938-2011)                | Obrer                        |                                  |
| Coco Fossati                             |                              |                                  |
| Carlos Lasarte (1947-)                   |                              |                                  |
| Mario Luciani (1939-1987)                |                              |                                  |
| Walter Soubrié (1925-2002)               |                              |                                  |
| Ernesto Nogués                           |                              |                                  |
| Hernan Shocron                           | Extra                        |                                  |
| Alfredo Suárez                           |                              |                                  |
| Néstor Kirchner (1950-2010)              | Extra                        |                                  |

## Producció
Héctor Olivera afirma que va tenir la idea de fer una pel·lícula sobre el tema en 1959, en llegir un llibre de David Viñas anomenat Los dueños de la tierra. Es va filmar durant el breu període de la Primavera Camporista en 1973, a un cost de 300 milions de pesos vells. És la sisena pel·lícula en la filmografia de Olivera, i una de les quals formen part del boom cinematogràfic argentí de la dècada del '70.
La pel·lícula és un registre històric en si mateix, atès que va ser rodat tan sols 4 anys abans de la clausura del Ferrocarril Patagó. En moltes de les seves escenes, malgrat ser una recreació dels anys 20, apareix gran part de la infraestructura amb la qual comptava l'esmentada línia fèrria (que mai va rebre grans inversions). Així apareixen les estacions de Deseado, Jaramillo i Tehuelches,que queden filmades per a la posteritat; especialment la estació Tehuelches, que avui es troba destruïda.

### Actuació de Néstor Kirchner
En 2003 va aparèixer la versió que Néstor Kirchner havia actuat com a extra en la pel·lícula. La majoria dels seus biògrafs i Cristina Fernández de Kirchner no han esmentat el fet; ni es van incloure imatges de Kirchner actuant en la pel·lícula en el documental pòstum Néstor Kirchner, la película (tampoc es va fer això a la sala dedicada a l'expresident al Centre Cultural Néstor Kirchner).
Quan s'estava realitzant la campanya en vista de les eleccions presidencials de 2003, va començar a circular la informació que Néstor Kirchner havia treballat d'extra a La Patagonia rebelde. Una de les primeres mencions d'aquesta informació la va realitzar Osvaldo Bayer, guionista de la pel·lícula, el 27 de febrer de 2003, al programa de ràdio "Los secretos de la vida", conduït per Teté Coustarot a Radio del Plata:
| «               | Durant la filmació de La Patagonia rebelde li vaig demanar al governador un grup de gent perquè fes d'extra en el film. Curiosament, un dels quals va treballar, interpretant a un obrer vaguista, va anar Néstor Kirchner, que ja pertanyia a la Joventut Peronista. El que no recordo era si enarborava una bandera rojaa en algun moment del film. | » |
| — Osvaldo Bayer | |   |

Bayer va precisar en aquesta declaració que Kirchner havia treballat com a extra, interpretant a un obrer vaguista, i que el seu contacte amb la pel·lícula va ser conseqüència de la seva militància en la Joventut Peronista, convocada pel governador de Santa Cruz Jorge Cepernic, a comanda de Bayer, per a aportar joves que s'exercissin com a extres en les diferents escenes filmades en aquesta província, on es van filmar els exteriors en 1973. Bayer no va tornar a realitzar cap comentari sobre la participació de Néstor Kirchner en la pel·lícula.
L'11 de juny de 2004, en ocasió de la projecció de La Patagonia rebelde a la Casa Rosada eva fer un breu acudit en anunciar-la, suggerint que ell hi havia treballat com a extra, però no li havien pagat:
| «                 | La veritat, qui hauria dit en aquell estiu del ’73 que ens anàvem a trobar aquí, en el Saló Blanc de la Casa Rosada, a pesar que encara vull cobrar el que em corresponia. (Riures i aplaudiments). | » |
| — Néstor Kirchner | |   |

En morir Néstor Kirchner el 27 d'octubre de 2010, Héctor Olivera es trobava en Espanya, presentant la seva pel·lícula El mural a la Setmana Internacional de Cinema de Valladolid (Seminci). Durant la conferència de premsa realitzada després de l'exhibició del film, Olivera va expressar el seu pesar davant la mort de l'expresident, dient: "va ser el meu millor extra". En difondre la mateixa notícia, el lloc web del canal de notícies TN, del grup Clarín, va encapçalar la nota amb una fotografia d'una escena de la pel·lícula, en la qual apareix un primer pla de Luis Brandoni i un obrer vaguista de gorra grisa, cantant l'himne anarquista, donant a entendre que era Néstor Kirchner. La foto difosa per TN, correspon a una escena d'interiors, filmada en 1974 a Buenos Aires, amb extres professionals sense la participació de la Joventut Peronista, circumstància que difereix de la informació aportada per Bayer, que va afirmar que Kirchner havia actuat en Santa Cruz, on es van realitzar els exteriors en 1973 i els extres van ser aportats per la Joventut Peronista. En 1973 Néstor Kirchner estava radicat en La Plata, on es trobava realitzant els seus estudis universitaris.
En 2011 Héctor Olivera va tornar a referir-se al fet, explicant que no recordava que Kirchner hagués treballat en la pel·lícula, però va aclarir que l'últim figura acreditat en els arxius d'Aries Cinematográfica Argentina:
| «                | Don Héctor, quant hi ha de cert en allò que Néstor Kirchner va ser extra seu a La Patagonia Rebelde? Li conto una anècdota. La Patagònia Rebel va ser la primera pel·lícula nacional que es va exhibir en el Saló Blanc de la Casa Rosada, en temps de la Presidència de Kirchner. Quan el President va arribar (acabada la projecció) després d'estrènyer-me en una abraçada, va dir que ell havia estat extra en la pel·lícula. Ara, com ho asseguraré si han passat milers i milers d'extres en les meves pel·lícules, com m'acordaré d'un? El fet és que en un moment, en aquest acte, ell públicament va dir una mica més: es va queixar dient-me que no li havíem pagat, que li devíem el cachet (riures). En una entrevista anterior havia dit: “i jo que he fet cinema amb Héctor Olivera, que encara no em va pagar”. Jo li vaig contestar: “senyor President, quan Vostè va dir això en una entrevista recent em vaig sorprendre molt. Vaig esbrinar i en els arxius d'Àries figura que no se li va pagar perquè vostè mai va retornar la bandera roja, que ha de tenir aquí en el seu despatx”. (Riures). Es va matar de riure i encara que vaig sortir del pas, va ser un moment difícil. Kirchner tenia un humor fotut, irònic, feridor. Era una característica d'ell, a més reconeguda en reportatges que he llegit. Era un Juan Manuel de Rosas. En aquest maltractament trobo una mica de feixisme. Perquè, parlant clar, tot el peronisme té cert ingredient feixista. Està el papà Juan Domingo i l'avi Benito Mussolini, perquè Perón va ser agregat militar a Itàlia i es va portar tota la maquinària al cap. | » |
| — Héctor Olivera | |   |

L'escriptor i filòsof José Pablo Feinmann, en un especial per a Página/12 del 2009, analitza la pel·lícula i transcriu un mail de Olivera amb detalls sobre la filmació, on el missatge que Olivera escriu a Feinmann torna a confirmar que Kirchner va ser un extra. Una de les anècdotes sobre la filmació desenvolupa sobre aquest tema el següent:
| «                     | Durant la filmació hi havia un flac alt. Sobresortia per sobre els altres. Tots, en aquesta escena, havien de mirar a (Luis) Brandoni. Olivera detecta que el flac mira per a l'altre costat. «Eh, vostè, el flac alt!», diu el director amb el seu megàfon. «Sí?», diu l'extra. «Vaig dir que han de mirar a Brandoni». El flac diu: «Estic mirant a Brandoni». Era Néstor Kirchner. | » |
| — José Pablo Feinmann | |   |

En 2021 Olivera va afirmar –contradient les seves anteriors declaracions– que Kirchner no va treballar en el film i que l'escena amb el títol de “Néstor Kichner en La patagonia rebelde” (que es troba en un lloc web suposadament kirchnerista i mostra una reunió dels personatges sindicalistes) es va realitzar en un decorat construït en els estudis Baires i no en Santa Cruz com se suposava; reiterant que en la pel·lícula "mai va estar Kirchner".

### Final planejat
L'historiador, periodista i escriptor Osvaldo Bayer, autor del llibre en el qual es basa la pel·lícula, Los vengadores de la Patagonia trágica, va comptar en 2011 que el final original del guió de La Patagonia rebelde ―en el qual va col·laborar al costat d'Ayala i Olivera― era diferent al que es va realitzar per a l'estrena del film, el qual, per pressions de l'Exèrcit Argentí, va haver de ser descartat i canviat per la famosa escena de la festa d'agraïment al tinent general Zavala:
| «               | L'altra decepció és el veritable final per La Patagonia rebelde. Héctor Olivera va respectar el llibre, cada escena està basada en testimoniatges i una documentació científicament històrica, ho dic així perquè s'entengui. En el rodatge, rebem la visita de l'Exèrcit, ens van informar que si es mantenia el final del guió, l'estrena se suspenia. Quin era? Després dels afusellaments als pobladors, i segons consta en els arxius policials, el 17 de febrer de 1922 els soldats van ser al prostíbul La Catalana de San Julián a Santa Cruz. Les cinc dones d'aquella casa de cites es van negar a tenir tracte amb els militars, els van cridar a la cara que eren uns assassins. Que unes prostitutes es neguessin a l'uniforme de la pàtria? Ells no ho anaven a acceptar. Em vaig enutjar i vaig voler abandonar, encara que se'm va ocórrer acabar amb la festa on els estancieros britànics agraeixen al tinent coronel Héctor Benigno Varela el “haver complert amb el seu deure”. Amb aquest final irònic s'aplaudia al cinema. Però cal imaginar-se el que hagués estat la sala amb l'altre. La gent hi hagués aclamat aquestes pobres dones: Consuelo García, Angela Fortunato, Amalia Rodríguez, María Juliache i Maud Foster. | » |
| — Osvaldo Bayer | |   |

## Estrena
La pel·lícula va tenir diverses vicissituds, i va portar persecució i exili per al seu director (Héctor Olivera) i per al seu guionista Osvaldo Bayer. La pel·lícula va poder donar-se per permís de Perón el 14 de juny de 1974. Després de la mort de Perón, va ser censurada pel Govern de Isabel Perón. Es va mantenir censurada durant la dictadura de Videla, i va poder ser exhibida recentment amb la recuperació de la democràcia, en 1983.